# Бранимир Поповић (глумац)
Бранимир Поповић (Титоград, 17. јануар 1967) српски и црногорски је глумац.

## Биографија
Глуму је дипломирао на Академији сценских уметности у Сарајеву. Велики број улога је остварио у позориштима у Подгорици, Цетињу, Београду и Будви.
Био је директор Црногорског народног позоришта од 2003. до 2007. године, а данас је редовни професор глуме на Факултету драмских уметности у Цетињу.

## Филмографија
| Год.         | Назив                            | Улога                   |
| ------------ | -------------------------------- | ----------------------- |
| 1990-е       |                                  |                         |
| 1992.        | Алекса Шантић (ТВ серија)        |                         |
| 1995.        | Ориђинали                        |                         |
| 1998.        | Судбина једног разума            | Др Гаврило Пекаревић    |
| 1998.        | Стршљен                          | Абаз                    |
| 1999.        | Бело одело                       | капетан                 |
| 1999.        | У име оца и сина                 | Мирко Милетић           |
| 2000-е       |                                  |                         |
| 2000.        | Куд плови овај брод              |                         |
| 2000.        | Горски вијенац                   | Владика Данило          |
| 2001.        | Нормални људи                    | Крле                    |
| 2002.        | Мртав ’ладан                     | Саво                    |
| 2004.        | Опет пакујемо мајмуне            | човек са амнезијом      |
| 2005.        | Имам нешто важно да вам кажем    | отац                    |
| 2007.        | Непогодан за сва времена         |                         |
| 2008.        | Гледај ме                        | Петар                   |
| 2008.        | Турнеја                          | Муслимански командир    |
| 2010-е       |                                  |                         |
| 2011.        | Заједно                          | Марко                   |
| 2011.        | Турнеја (ТВ серија)              | командир                |
| 2011.        | Како су ме украли Немци          | Ђорђе                   |
| 2011.        | Локални вампир                   |                         |
| 2011.        | Мали љубавни бог                 |                         |
| 2011.        | Парада                           | Звонце                  |
| 2012.        | АС пик                           |                         |
| 2012.        | Ларин избор                      | Шимун Сантини           |
| 2012.        | Будва на пјену од мора           | Мартин                  |
| 2014.        | Дечаци из улице Маркса и Енгелса | Петар Потпара, старији  |
| 2019.        | Дуг мору                         | Поп                     |
| 2020-е       |                                  |                         |
| 2020.        | Концентриши се, баба             | Бане                    |
| 2021.        | Династија (српска ТВ серија)     | Бранко Кадић            |
| 2021.        | Убице мог оца                    | Рамадан                 |
| 2022—2023.   | Од јутра до сутра                | Војислав Воја Филиповић |
| 2023.        | Дјеца                            | командант Демуш         |
| 2023–у току. | Игра судбине                     | Андрија Бошњак          |

## Позориште
- Горски вијенац - Владика Данило
- Злочин и казна - Раскољников
- Конте Зановић - Примислав
- Турнеја - муслимански командир
- Бановић Страхиња - Влах-алија
- Монтенегрини - Ћелестино
- Антигона у Њујорку - Полицајац
- Малограђани - Нил
- Монтенегро Блуес - Црни
- Ко се боји Вирџиније Вулф - Џорџ

## Награде и признања
Добитник је следећих награда:
- Стеријина награда
- Награда Зоран Радмиловић
- Награда Удружења драмских уметника Црне Горе
- Тринаестојулска награда
- Награда Деветнаести децембар